# Okrouhlo
Obec Okrouhlo se nachází v okrese Praha-západ, kraj Středočeský, asi 21 km jižně od centra Prahy a 5 km severozápadně od města Jílové u Prahy. Žije zde 808 obyvatel.

## Historie
První písemná zmínka pochází z roku 1228 z listiny kláštera sv. Jiří v Praze, podle které ves patřila odedávna benediktinskému klášteru na Ostrově. Roku 1310 je zmiňována (Ocruel) ve výčtu klášterního majetku, potvrzeného papežem Klementem V.

### Územněsprávní začlenění
Dějiny územněsprávního začleňování zahrnují období od roku 1850 do současnosti. V chronologickém přehledu je uvedena územně administrativní příslušnost obce v roce, kdy ke změně došlo:
- 1850 země česká, kraj Praha, politický okres Jílové, soudní okres Jílové[4]
- 1850 země česká, kraj Praha, politický okres Jílové, soudní okres Jílové
- 1855 země česká, kraj Praha, soudní okres Jílové
- 1868 země česká, politický okres Karlín, soudní okres Jílové
- 1884 země česká, politický okres Královské Vinohrady, soudní okres Jílové[5]
- 1921 země česká, politický okres Královské Vinohrady expozitura Jílové, soudní okres Jílové[6]
- 1925 země česká, politický i soudní okres Jílové[7]
- 1939 země česká, Oberlandrat Praha, politický i soudní okres Jílové[8]
- 1942 země česká, Oberlandrat Praha, politický okres Praha-venkov-jih, soudní okres Jílové[9]
- 1945 země česká, správní i soudní okres Jílové[10]
- 1949 Pražský kraj, okres Praha-východ[11]
- 1960 Středočeský kraj, okres Praha-západ
- 2003 Středočeský kraj, obec s rozšířenou působností Černošice

### Rok 1932
V obci Okrouhlo (přísl. Zahořany, 600 obyvatel) byly v roce 1932 evidovány tyto živnosti a obchody: cihelna, 5 hostinců, kolář, konsum Včela, kovář, mlýn, 2 obuvníci, pokrývač, 7 rolníků, 5 obchodů se smíšeným zbožím, obchod se střižním zbožím, 2 švadleny, 2 trafiky.

## Části obce
Obec Okrouhlo se skládá ze dvou částí, které leží v katastrálním území Okrouhlo:
- Okrouhlo
- Zahořany

## Pamětihodnosti
- Chalupa čp. 32

## Doprava

### Dopravní síť
Pozemní komunikace – Do obce vedou krajské silnice III. třídy
- 10114 Okrouhlo – Libeň – Zlatníky – Hodkovice – Vestec,
- 1042 Zvole – Okrouhlo – Jílové u Prahy.

Železnice – Železniční trať ani stanice na území obce nejsou.

### Veřejná doprava
Autobusová doprava – Obec obsluhuje příměstská linka PID 445 v trase Březová-Oleško – Vrané nad Vltavou – Zvole – Okrouhlo – Jílové u Prahy. Linka navazuje ve Zvoli na spoje páteřní linky 333 v trase Praha-Kačerov – Dolní Břežany – Zvole – Březová-Oleško, která dále navazuje v Dolních Břežanech na linky 331 směr Praha-Opatov a 341 směr Praha-Modřany.
Železniční doprava – Autobusová linka 445 zajišťuje spojení k železniční stanici ve Vraném nad Vltavou. Autobus navazuje na železniční linky PID S8 a S88 ve směru Praha-hlavní nádraží, které nabízejí rychlou alternativu do oblasti Modřan, Braníka a levobřežních částí Prahy.

## Fotogalerie

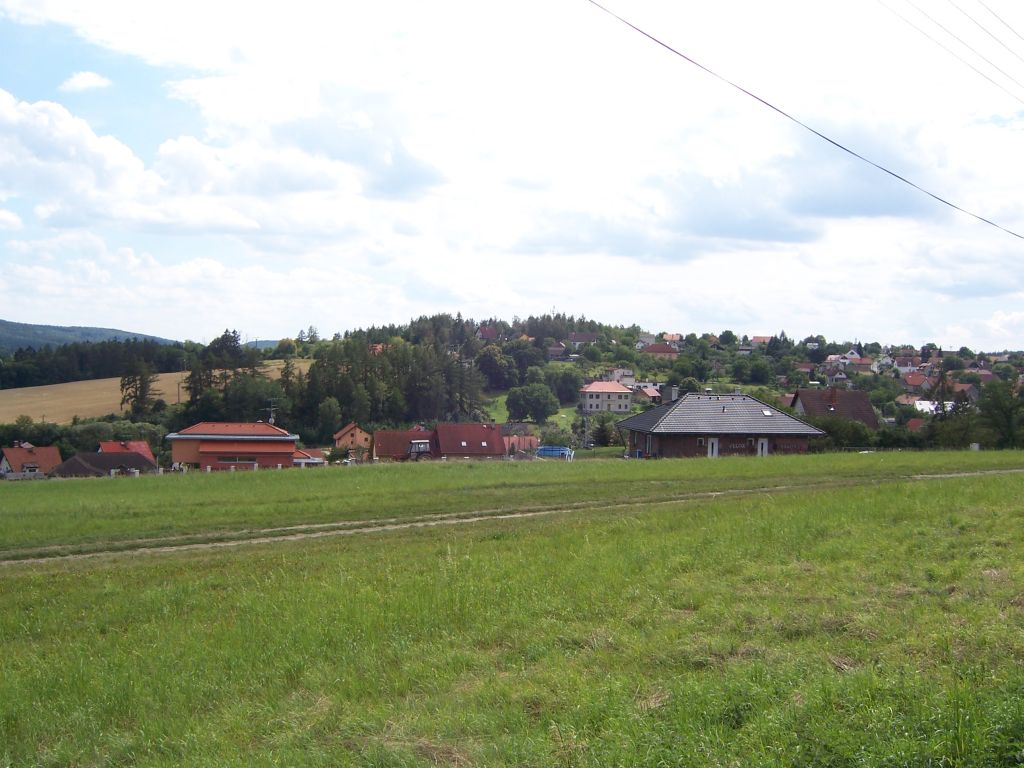
Pohled od Černíků
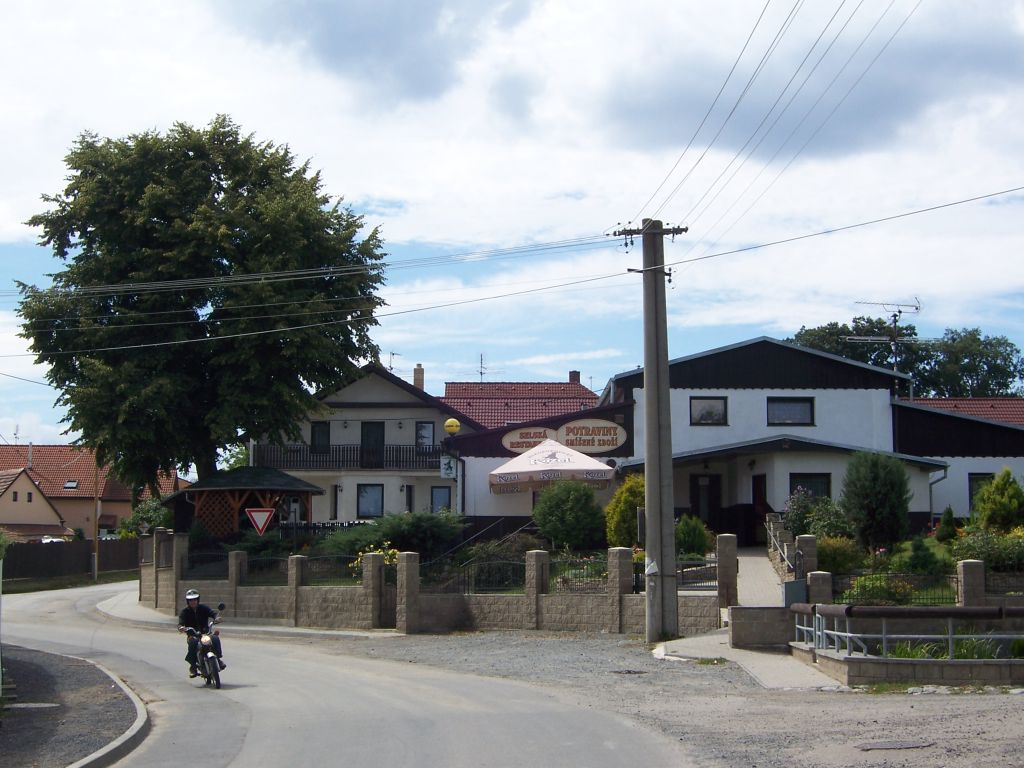
Střed obce
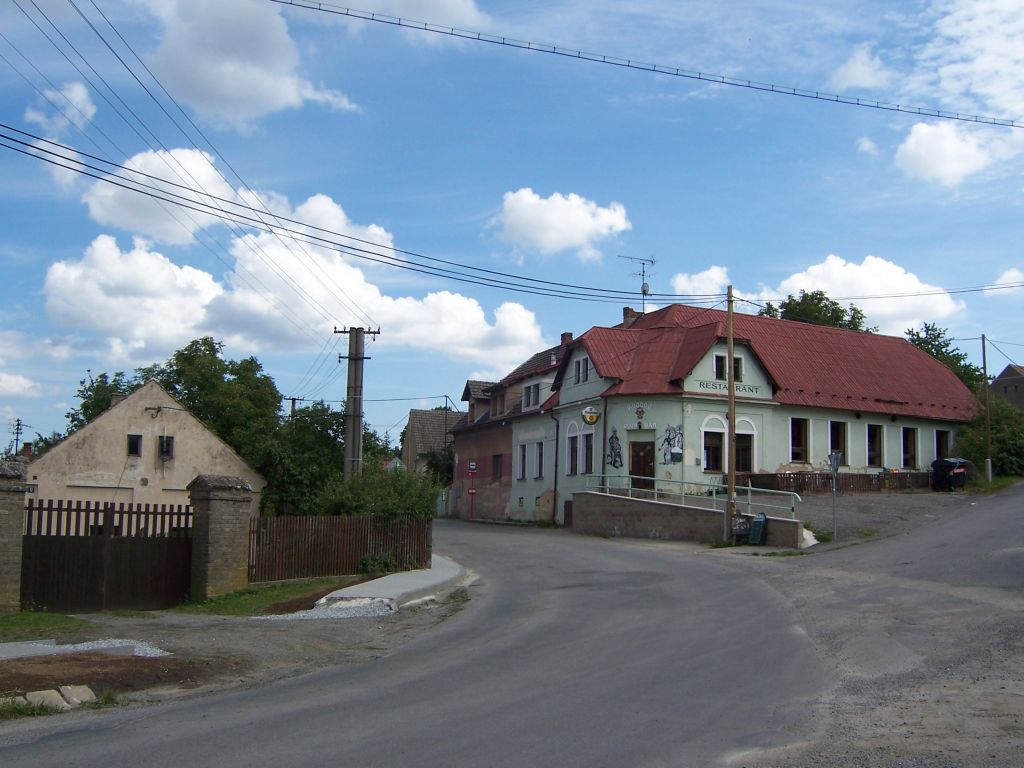
Restaurace s návsí
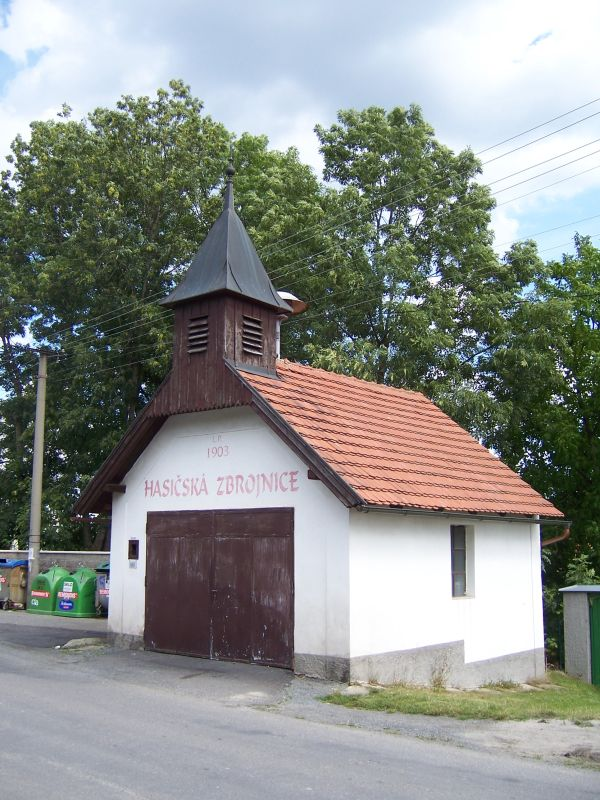
Hasičská zbrojnice